# Giro d’Italia 2006
Giro d’Italia 2006 – 89. edycja wyścigu kolarskiego Giro d’Italia, która odbyła się w dniach od 6 do 28 maja 2006 na liczącej ponad 3508 kilometrów trasie składającej się z 21 etapów, biegnącej z belgijskiego miasta Seraing do włoskiego Mediolanu. Impreza kategorii 2.PT była częścią UCI ProTour 2006.

## Etapy
| Etap | Data   | Start – Meta                                 | type                       | Dystans (km) | Zwycięzca etapu        | Lider             |
| ---- | ------ | -------------------------------------------- | -------------------------- | ------------ | ---------------------- | ----------------- |
| 1    | 6 maj  | Seraing – Seraing                            | jazda indywidualna na czas | 6,2          | Paolo Savoldelli       | Paolo Savoldelli  |
| 2    | 7 maj  | Mons – Charleroi                             | płaski                     | 203          | Robbie McEwen          | Paolo Savoldelli  |
| 3    | 8 maj  | Perwez – Namur                               | pagórkowaty                | 202          | Stefan Schumacher      | Stefan Schumacher |
| 4    | 9 maj  | Wanze – Hotton                               | płaski                     | 182          | Robbie McEwen          | Stefan Schumacher |
| 5    | 11 maj | Piacenza – Cremona                           | jazda indywidualna na czas | 38           | CSC                    | Serhij Honczar    |
| 6    | 12 maj | Busseto – Forlì                              | płaski                     | 223          | Robbie McEwen          | Olaf Pollack      |
| 7    | 13 maj | Cesena – Saltara                             | górzysty                   | 236          | Rik Verbrugghe         | Serhij Honczar    |
| 8    | 14 maj | Civitanova Marche – Passolanciano-Maielletta | górzysty                   | 171          | Ivan Basso             | Ivan Basso        |
| 9    | 15 maj | Francavilla al Mare – Termoli                | płaski                     | 127          | Tomas Vaitkus          | Ivan Basso        |
| 10   | 16 maj | Termoli – Peschici                           | pagórkowaty                | 190          | Franco Pellizotti      | Ivan Basso        |
| 11   | 18 maj | Pontedera – Pontedera                        | jazda indywidualna na czas | 50           | Jan Ullrich Ivan Basso | Ivan Basso        |
| 12   | 19 maj | Livorno – Sestri Levante                     | pagórkowaty                | 165          | Joan Horrach           | Ivan Basso        |
| 13   | 20 maj | Alessandria – La Thuile                      | górzysty                   | 216          | Leonardo Piepoli       | Ivan Basso        |
| 14   | 21 maj | Aosta – Domodossola                          | górski                     | 224          | Luis Felipe Laverde    | Ivan Basso        |
| 15   | 22 maj | Mergozzo – Brescia                           | płaski                     | 182          | Paolo Bettini          | Ivan Basso        |
| 16   | 23 maj | Rovato – Monte Bondone                       | górzysty                   | 173          | Ivan Basso             | Ivan Basso        |
| 17   | 24 maj | Tramin an der Weinstraße – Furkelpass        | górski                     | 121          | Leonardo Piepoli       | Ivan Basso        |
| 18   | 25 maj | Sillian – Gemona del Friuli                  | pagórkowaty                | 227          | Stefan Schumacher      | Ivan Basso        |
| 19   | 26 maj | Pordenone – San Pellegrino Pass              | górski                     | 220          | Juan Manuel Gárate     | Ivan Basso        |
| 20   | 27 maj | Trydent – Aprica                             | górski                     | 212          | Ivan Basso             | Ivan Basso        |
| 21   | 28 maj | Madonna del Ghisallo – Mediolan              | płaski                     | 140          | Robert Förster         | Ivan Basso        |

## Uczestnicy

### Drużyny
| ProTeams (20)- AG2R Prévoyance - Bouygues Télécom - Caisse d'Épargne-Illes Balears - Cofidis-Le Crédit par Téléphone - Crédit agricole - Davitamon-Lotto - Discovery Channel - Euskaltel-Euskadi - La Française des jeux - Lampre-Fondital - Liberty Seguros-Würth - Liquigas - Phonak Hearing Systems - Quick Step-Innergetic - Rabobank - Saunier Duval-Prodir - CSC - Gerolsteiner - Team Milram - T-Mobile Professional continental teams (2)- Ceramica Panaria-Navigare - Selle Italia-Serramenti Diquigiovanni |
| |

### Lista startowa
| Discovery Channel DSC | Discovery Channel DSC    | Discovery Channel DSC |
| --------------------- | ------------------------ | --------------------- |
| Nr                    | Kolarz                   | Miejsce               |
| 1                     | Paolo Savoldelli (ITA)   | 5.                    |
| 2                     | Tom Danielson (USA)      | DNS-20                |
| 3                     | Manuel Beltrán (ESP)     | 22.                   |
| 4                     | Wiaczesław Jekimow (RUS) | 89.                   |
| 5                     | Benoît Joachim (LUX)     | 83.                   |
| 6                     | Jason McCartney (USA)    | 135.                  |
| 7                     | Pavel Padrnos (CZE)      | 67.                   |
| 8                     | José Luis Rubiera (ESP)  | 13.                   |
| 9                     | Matthew White (AUS)      | 102.                  |

| AG2R Prévoyance A2R | AG2R Prévoyance A2R             | AG2R Prévoyance A2R |
| ------------------- | ------------------------------- | ------------------- |
| Nr                  | Kolarz                          | Miejsce             |
| 11                  | Sylvain Calzati (FRA)           | 79.                 |
| 12                  | Iñigo Chaurreau Bernárdez (ESP) | 54.                 |
| 13                  | Renaud Dion (FRA)               | 104.                |
| 14                  | Hubert Dupont (FRA)             | 32.                 |
| 15                  | John Gadret (FRA)               | DNF-18              |
| 16                  | Юрій Кривцов (UKR)              | 114.                |
| 17                  | Carl Naibo (FRA)                | 150.                |
| 18                  | Mark Scanlon (IRL)              | DNF-12              |
| 19                  | Tomas Vaitkus (LTU)             | DNF-13              |

| Bouygues Telecom BTL | Bouygues Telecom BTL      | Bouygues Telecom BTL |
| -------------------- | ------------------------- | -------------------- |
| Nr                   | Kolarz                    | Miejsce              |
| 21                   | Giovanni Bernaudeau (FRA) | DNS-14               |
| 22                   | Sébastien Chavanel (FRA)  | DNF-7                |
| 23                   | Stef Clement (NED)        | 64.                  |
| 24                   | Olivier Bonnaire (FRA)    | 115.                 |
| 25                   | Andy Flickinger (FRA)     | DNS-12               |
| 26                   | Yohann Gène (FRA)         | 149.                 |
| 27                   | Arnaud Labbe (FRA)        | 116.                 |
| 28                   | Yoann Le Boulanger (FRA)  | 119.                 |
| 29                   | Laurent Lefèvre (FRA)     | 50.                  |

| Caisse d'Épargne-Illes Balears CEI | Caisse d'Épargne-Illes Balears CEI | Caisse d'Épargne-Illes Balears CEI |
| ---------------------------------- | ---------------------------------- | ---------------------------------- |
| Nr                                 | Kolarz                             | Miejsce                            |
| 31                                 | José Luis Carrasco (ESP)           | 68.                                |
| 32                                 | Władimir Jefimkin (RUS)            | 39.                                |
| 33                                 | Imanol Erviti (ESP)                | 81.                                |
| 34                                 | Marco Fertonani (ITA)              | DNF-18                             |
| 35                                 | José Iván Gutiérrez (ESP) (ITT)    | 24.                                |
| 36                                 | Joan Horrach (ESP)                 | 36.                                |
| 37                                 | José Julia (ESP)                   | 118.                               |
| 38                                 | Mikel Pradera (ESP)                | 95.                                |
| 39                                 | Francisco Pérez Sanchez (ESP)      | 28.                                |

| Ceramica Panaria-Navigare PAN | Ceramica Panaria-Navigare PAN | Ceramica Panaria-Navigare PAN |
| ----------------------------- | ----------------------------- | ----------------------------- |
| Nr                            | Kolarz                        | Miejsce                       |
| 41                            | Emanuele Sella (ITA)          | 26.                           |
| 42                            | Luca Mazzanti (ITA)           | 20.                           |
| 43                            | Moisés Aldape (MEX)           | DNS-14                        |
| 44                            | Fortunato Baliani (ITA)       | 46.                           |
| 45                            | Miguel Ángel Rubiano (COL)    | 103.                          |
| 46                            | Serhij Matwiejew (UKR)        | 142.                          |
| 47                            | Julio Alberto Pérez (MEX)     | 42.                           |
| 48                            | Maximiliano Richeze (ARG)     | 138.                          |
| 49                            | Luis Felipe Laverde (COL)     | 49.                           |

| Cofidis-Le Crédit par Téléphone COF | Cofidis-Le Crédit par Téléphone COF | Cofidis-Le Crédit par Téléphone COF |
| ----------------------------------- | ----------------------------------- | ----------------------------------- |
| Nr                                  | Kolarz                              | Miejsce                             |
| 51                                  | Leonardo Bertagnolli (ITA)          | DNF-4                               |
| 52                                  | Leonardo Duque (COL)                | 47.                                 |
| 53                                  | Thierry Marichal (BEL)              | DNF-7                               |
| 54                                  | Amaël Moinard (FRA)                 | 112.                                |
| 55                                  | Maxime Monfort (BEL)                | 33.                                 |
| 56                                  | Cristian Moreni (ITA)               | DNF-7                               |
| 57                                  | Iván Parra (COL) (ITT)              | 16.                                 |
| 58                                  | Staf Scheirlinckx (BEL)             | DNF-14                              |
| 59                                  | Rik Verbrugghe (BEL)                | DNS-16                              |

| Crédit Agricole C.A | Crédit Agricole C.A       | Crédit Agricole C.A |
| ------------------- | ------------------------- | ------------------- |
| Nr                  | Kolarz                    | Miejsce             |
| 61                  | Francesco Bellotti (ITA)  | 41.                 |
| 62                  | Aleksandr Boczarow (RUS)  | 27.                 |
| 63                  | William Bonnet (FRA)      | 111.                |
| 64                  | Christophe Edaleine (FRA) | 127.                |
| 65                  | Patrice Halgand (FRA)     | 14.                 |
| 66                  | Rémi Pauriol (FRA)        | 122.                |
| 67                  | Benoît Poilvet (FRA)      | 99.                 |
| 68                  | Yannick Talabardon (FRA)  | 100.                |
| 69                  | Nicolas Vogondy (FRA)     | 44.                 |

| Davitamon-Lotto DVL | Davitamon-Lotto DVL     | Davitamon-Lotto DVL |
| ------------------- | ----------------------- | ------------------- |
| Nr                  | Kolarz                  | Miejsce             |
| 71                  | Christophe Brandt (BEL) | DNS-4               |
| 72                  | Nick Gates (AUS)        | 131.                |
| 73                  | Josep Jufré (ESP)       | 29.                 |
| 74                  | Jan Kuyckx (BEL)        | 133.                |
| 75                  | Robbie McEwen (AUS)     | DNS-13              |
| 76                  | Preben Van Hecke (BEL)  | 140.                |
| 77                  | Wim Van Huffel (BEL)    | 17.                 |
| 78                  | Henk Vogels (AUS)       | 145.                |
| 79                  | Bert Roesems (BEL)      | 123.                |

| Euskaltel-Euskadi EUS | Euskaltel-Euskadi EUS    | Euskaltel-Euskadi EUS |
| --------------------- | ------------------------ | --------------------- |
| Nr                    | Kolarz                   | Miejsce               |
| 81                    | Benat Albizuri (ESP)     | 144.                  |
| 82                    | Andoni Aranaga (ESP)     | DNF-14                |
| 83                    | Koldo Fernández (ESP)    | DNF-7                 |
| 84                    | Iker Flores (ESP)        | 35.                   |
| 85                    | Markel Irizar (ESP)      | 90.                   |
| 86                    | Roberto Laiseka (ESP)    | DNF-12                |
| 87                    | David López García (ESP) | 40.                   |
| 88                    | Antton Luengo (ESP)      | 110.                  |
| 89                    | Iban Mayoz (ESP)         | 128.                  |

| La Française des jeux FDJ | La Française des jeux FDJ     | La Française des jeux FDJ |
| ------------------------- | ----------------------------- | ------------------------- |
| Nr                        | Kolarz                        | Miejsce                   |
| 91                        | Bradley McGee (AUS)           | DNF-10                    |
| 92                        | Sandy Casar (FRA)             | 6.                        |
| 93                        | Carlos Da Cruz (FRA)          | 101.                      |
| 94                        | Mickaël Delage (FRA)          | 129.                      |
| 95                        | Arnaud Gérard (FRA)           | 143.                      |
| 96                        | Philippe Gilbert (BEL)        | DNS-12                    |
| 97                        | Gustav Larsson (SWE)          | 66.                       |
| 98                        | Cyrille Monnerais (FRA)       | 121.                      |
| 99                        | Jussi Veikkanen (FIN) (szosa) | 70.                       |

| Gerolsteiner GST | Gerolsteiner GST        | Gerolsteiner GST |
| ---------------- | ----------------------- | ---------------- |
| Nr               | Kolarz                  | Miejsce          |
| 101              | Robert Förster (GER)    | 139.             |
| 102              | Torsten Hiekmann (GER)  | 85.              |
| 103              | Sven Krauß (GER)        | 97.              |
| 104              | Andrea Moletta (ITA)    | 78.              |
| 105              | Volker Ordowski (GER)   | DNF-19           |
| 106              | Davide Rebellin (ITA)   | DNS-11           |
| 107              | Matthias Russ (GER)     | 74.              |
| 108              | Ronny Scholz (GER)      | DNF-14           |
| 109              | Stefan Schumacher (GER) | 76.              |

| Lampre-Fondital LAM | Lampre-Fondital LAM     | Lampre-Fondital LAM |
| ------------------- | ----------------------- | ------------------- |
| Nr                  | Kolarz                  | Miejsce             |
| 111                 | Damiano Cunego (ITA)    | 4.                  |
| 112                 | Marzio Bruseghin (ITA)  | 25.                 |
| 113                 | Paolo Fornaciari (ITA)  | 126.                |
| 114                 | Jewgienij Pietrow (RUS) | 57.                 |
| 115                 | Gorazd Štangelj (SLO)   | 59.                 |
| 116                 | Sylwester Szmyd (POL)   | 19.                 |
| 117                 | Paolo Tiralongo (ITA)   | 15.                 |
| 118                 | Tadej Valjavec (SLO)    | 34.                 |
| 119                 | Patxi Vila (ESP)        | 10.                 |

| Liberty Seguros-Würth LSW | Liberty Seguros-Würth LSW | Liberty Seguros-Würth LSW |
| ------------------------- | ------------------------- | ------------------------- |
| Nr                        | Kolarz                    | Miejsce                   |
| 121                       | Dariusz Baranowski (POL)  | DNF-10                    |
| 122                       | Giampaolo Caruso (ITA)    | 12.                       |
| 123                       | Koen de Kort (NED)        | 124.                      |
| 124                       | Daniel Navarro (ESP)      | 91.                       |
| 125                       | Unai Osa (ESP)            | 18.                       |
| 126                       | Javier Ramírez (ESP)      | 82.                       |
| 127                       | Michele Scarponi (ITA)    | DNS-17                    |
| 128                       | Marcos Serrano (ESP)      | DNS-13                    |
| 129                       | Siergiej Jakowlew (KAZ)   | DNF-18                    |

| Liquigas LIQ | Liquigas LIQ                 | Liquigas LIQ |
| ------------ | ---------------------------- | ------------ |
| Nr           | Kolarz                       | Miejsce      |
| 131          | Danilo Di Luca (ITA)         | 23.          |
| 132          | Patrick Calcagni (SUI)       | 107.         |
| 133          | Dario Cioni (ITA)            | 86.          |
| 134          | Dario Andriotto (ITA)        | 146.         |
| 135          | Vladimir Miholjević (CRO)    | DNS-14       |
| 136          | Andrea Noé (ITA)             | 38.          |
| 137          | Franco Pellizotti (ITA)      | 8.           |
| 138          | Alessandro Spezialetti (ITA) | 93.          |
| 139          | Charles Wegelius (GBR)       | 58.          |

| Phonak Hearing Systems PHO | Phonak Hearing Systems PHO     | Phonak Hearing Systems PHO |
| -------------------------- | ------------------------------ | -------------------------- |
| Nr                         | Kolarz                         | Miejsce                    |
| 141                        | Martin Elmiger (SUI) (szosa)   | 80.                        |
| 142                        | Fabrizio Guidi (ITA)           | DNF-18                     |
| 143                        | José Enrique Gutiérrez (ESP)   | 2.                         |
| 144                        | Jonathan Patrick McCarty (USA) | 113.                       |
| 145                        | Axel Merckx (BEL)              | DNS-15                     |
| 146                        | Víctor Hugo Peña (COL)         | 9.                         |
| 147                        | Grégory Rast (SUI)             | 94.                        |
| 148                        | Johann Tschopp (SUI)           | 45.                        |
| 149                        | Steve Zampieri (SUI)           | 48.                        |

| Quick Step-Innergetic QSI | Quick Step-Innergetic QSI        | Quick Step-Innergetic QSI |
| ------------------------- | -------------------------------- | ------------------------- |
| Nr                        | Kolarz                           | Miejsce                   |
| 151                       | Serge Baguet (BEL) (szosa)       | DNF-17                    |
| 152                       | Paolo Bettini (ITA)              | 56.                       |
| 153                       | Davide Bramati (ITA)             | 141.                      |
| 154                       | Addy Engels (NED)                | 84.                       |
| 155                       | Juan Manuel Gárate (ESP) (szosa) | 7.                        |
| 156                       | José Antonio Garrido (ESP)       | 134.                      |
| 157                       | Leonardo Scarselli (ITA)         | 120.                      |
| 158                       | Jurgen van de Walle (BEL)        | 75.                       |
| 159                       | Remmert Wielinga (NED)           | DNS-5                     |

| Rabobank RAB | Rabobank RAB              | Rabobank RAB |
| ------------ | ------------------------- | ------------ |
| Nr           | Kolarz                    | Miejsce      |
| 161          | Mauricio Ardila (COL)     | 98.          |
| 162          | Theo Eltink (NED)         | 53.          |
| 163          | Graeme Brown (AUS)        | DNF-7        |
| 164          | Mathew Hayman (AUS)       | 136.         |
| 165          | Aleksandr Kołobniew (RUS) | 71.          |
| 166          | Grischa Niermann (GER)    | 55.          |
| 167          | Marc de Maar              | 125.         |
| 168          | Michael Rasmussen (DEN)   | DNS-12       |
| 169          | Marc Wauters (BEL) (ITT)  | DNF-17       |

| Saunier Duval-Prodir SDV | Saunier Duval-Prodir SDV  | Saunier Duval-Prodir SDV |
| ------------------------ | ------------------------- | ------------------------ |
| Nr                       | Kolarz                    | Miejsce                  |
| 171                      | Gilberto Simoni (ITA)     | 3.                       |
| 172                      | Ángel Gómez (ESP)         | 108.                     |
| 173                      | Rubén Lobato (ESP)        | 87.                      |
| 174                      | Peter Mazur (POL) (ITT)   | DNF-18                   |
| 175                      | Manuele Mori (ITA)        | 88.                      |
| 176                      | Aaron Olsen (USA)         | 148.                     |
| 177                      | Leonardo Piepoli (ITA)    | 11.                      |
| 178                      | Marco Pinotti (ITA) (ITT) | 60.                      |
| 179                      | Guido Trentin (ITA)       | 30.                      |

| Selle Italia-Serramenti Diquigiovanni CLM | Selle Italia-Serramenti Diquigiovanni CLM | Selle Italia-Serramenti Diquigiovanni CLM |
| ----------------------------------------- | ----------------------------------------- | ----------------------------------------- |
| Nr                                        | Kolarz                                    | Miejsce                                   |
| 181                                       | José Rujano (VEN)                         | DNF-13                                    |
| 182                                       | José Serpa (COL)                          | 31.                                       |
| 183                                       | Wladimir Belli (ITA)                      | DNF-20                                    |
| 184                                       | Sergio Barbero (ITA)                      | DNF-18                                    |
| 185                                       | Alessandro Bertolini (ITA)                | DNF-7                                     |
| 186                                       | Gabriele Missaglia (ITA)                  | 106.                                      |
| 187                                       | Raffaele Illiano (ITA)                    | 61.                                       |
| 188                                       | Alberto Loddo (ITA)                       | DNF-16                                    |
| 189                                       | Santo Anzà (ITA)                          | 109.                                      |

| CSC | CSC                          | CSC     |
| --- | ---------------------------- | ------- |
| Nr  | Kolarz                       | Miejsce |
| 191 | Ivan Basso (ITA)             | 1.      |
| 192 | Carlos Sastre (ESP)          | 43.     |
| 193 | Nicki Sørensen (DEN)         | 77.     |
| 194 | Michael Blaudzun (DEN) (ITT) | 96.     |
| 195 | Bobby Julich (USA)           | 92.     |
| 196 | Jens Voigt (GER)             | 37.     |
| 197 | Giovanni Lombardi (ITA)      | 117.    |
| 198 | Wołodymyr Hustow (UKR)       | 62.     |
| 199 | Íñigo Cuesta (ESP)           | 52.     |

| Team Milram MRM | Team Milram MRM             | Team Milram MRM |
| --------------- | --------------------------- | --------------- |
| Nr              | Kolarz                      | Miejsce         |
| 201             | Alessandro Petacchi (ITA)   | DNS-4           |
| 202             | Alessandro Cortinovis (ITA) | 105.            |
| 203             | Sergio Ghisalberti (ITA)    | 21.             |
| 204             | Christian Knees (GER)       | 73.             |
| 205             | Mirco Lorenzetto (ITA)      | DNF-21          |
| 206             | Alberto Ongarato (ITA)      | 130.            |
| 207             | Elia Rigotto (ITA)          | 137.            |
| 208             | Fabio Sacchi (ITA)          | 63.             |
| 209             | Alessandro Vanotti (ITA)    | 69.             |

| T-Mobile TMO | T-Mobile TMO           | T-Mobile TMO |
| ------------ | ---------------------- | ------------ |
| Nr           | Kolarz                 | Miejsce      |
| 211          | Scott Davis (AUS)      | 65.          |
| 212          | Serhij Honczar (UKR)   | DNS-17       |
| 213          | Matthias Kessler (GER) | 72.          |
| 214          | André Korff (GER)      | DNF-7        |
| 215          | Jörg Ludewig (GER)     | 51.          |
| 216          | Olaf Pollack (GER)     | 132.         |
| 217          | Michael Rogers (AUS)   | DNS-13       |
| 218          | František Raboň (CZE)  | 147.         |
| 219          | Jan Ullrich (GER)      | DNF-19       |

| Discovery Channel DSC | Discovery Channel DSC    | Discovery Channel DSC |
| --------------------- | ------------------------ | --------------------- |
| Nr                    | Kolarz                   | Miejsce               |
| 1                     | Paolo Savoldelli (ITA)   | 5.                    |
| 2                     | Tom Danielson (USA)      | DNS-20                |
| 3                     | Manuel Beltrán (ESP)     | 22.                   |
| 4                     | Wiaczesław Jekimow (RUS) | 89.                   |
| 5                     | Benoît Joachim (LUX)     | 83.                   |
| 6                     | Jason McCartney (USA)    | 135.                  |
| 7                     | Pavel Padrnos (CZE)      | 67.                   |
| 8                     | José Luis Rubiera (ESP)  | 13.                   |
| 9                     | Matthew White (AUS)      | 102.                  |

| AG2R Prévoyance A2R | AG2R Prévoyance A2R             | AG2R Prévoyance A2R |
| ------------------- | ------------------------------- | ------------------- |
| Nr                  | Kolarz                          | Miejsce             |
| 11                  | Sylvain Calzati (FRA)           | 79.                 |
| 12                  | Iñigo Chaurreau Bernárdez (ESP) | 54.                 |
| 13                  | Renaud Dion (FRA)               | 104.                |
| 14                  | Hubert Dupont (FRA)             | 32.                 |
| 15                  | John Gadret (FRA)               | DNF-18              |
| 16                  | Юрій Кривцов (UKR)              | 114.                |
| 17                  | Carl Naibo (FRA)                | 150.                |
| 18                  | Mark Scanlon (IRL)              | DNF-12              |
| 19                  | Tomas Vaitkus (LTU)             | DNF-13              |

| Bouygues Telecom BTL | Bouygues Telecom BTL      | Bouygues Telecom BTL |
| -------------------- | ------------------------- | -------------------- |
| Nr                   | Kolarz                    | Miejsce              |
| 21                   | Giovanni Bernaudeau (FRA) | DNS-14               |
| 22                   | Sébastien Chavanel (FRA)  | DNF-7                |
| 23                   | Stef Clement (NED)        | 64.                  |
| 24                   | Olivier Bonnaire (FRA)    | 115.                 |
| 25                   | Andy Flickinger (FRA)     | DNS-12               |
| 26                   | Yohann Gène (FRA)         | 149.                 |
| 27                   | Arnaud Labbe (FRA)        | 116.                 |
| 28                   | Yoann Le Boulanger (FRA)  | 119.                 |
| 29                   | Laurent Lefèvre (FRA)     | 50.                  |

| Caisse d'Épargne-Illes Balears CEI | Caisse d'Épargne-Illes Balears CEI | Caisse d'Épargne-Illes Balears CEI |
| ---------------------------------- | ---------------------------------- | ---------------------------------- |
| Nr                                 | Kolarz                             | Miejsce                            |
| 31                                 | José Luis Carrasco (ESP)           | 68.                                |
| 32                                 | Władimir Jefimkin (RUS)            | 39.                                |
| 33                                 | Imanol Erviti (ESP)                | 81.                                |
| 34                                 | Marco Fertonani (ITA)              | DNF-18                             |
| 35                                 | José Iván Gutiérrez (ESP) (ITT)    | 24.                                |
| 36                                 | Joan Horrach (ESP)                 | 36.                                |
| 37                                 | José Julia (ESP)                   | 118.                               |
| 38                                 | Mikel Pradera (ESP)                | 95.                                |
| 39                                 | Francisco Pérez Sanchez (ESP)      | 28.                                |

| Ceramica Panaria-Navigare PAN | Ceramica Panaria-Navigare PAN | Ceramica Panaria-Navigare PAN |
| ----------------------------- | ----------------------------- | ----------------------------- |
| Nr                            | Kolarz                        | Miejsce                       |
| 41                            | Emanuele Sella (ITA)          | 26.                           |
| 42                            | Luca Mazzanti (ITA)           | 20.                           |
| 43                            | Moisés Aldape (MEX)           | DNS-14                        |
| 44                            | Fortunato Baliani (ITA)       | 46.                           |
| 45                            | Miguel Ángel Rubiano (COL)    | 103.                          |
| 46                            | Serhij Matwiejew (UKR)        | 142.                          |
| 47                            | Julio Alberto Pérez (MEX)     | 42.                           |
| 48                            | Maximiliano Richeze (ARG)     | 138.                          |
| 49                            | Luis Felipe Laverde (COL)     | 49.                           |

| Cofidis-Le Crédit par Téléphone COF | Cofidis-Le Crédit par Téléphone COF | Cofidis-Le Crédit par Téléphone COF |
| ----------------------------------- | ----------------------------------- | ----------------------------------- |
| Nr                                  | Kolarz                              | Miejsce                             |
| 51                                  | Leonardo Bertagnolli (ITA)          | DNF-4                               |
| 52                                  | Leonardo Duque (COL)                | 47.                                 |
| 53                                  | Thierry Marichal (BEL)              | DNF-7                               |
| 54                                  | Amaël Moinard (FRA)                 | 112.                                |
| 55                                  | Maxime Monfort (BEL)                | 33.                                 |
| 56                                  | Cristian Moreni (ITA)               | DNF-7                               |
| 57                                  | Iván Parra (COL) (ITT)              | 16.                                 |
| 58                                  | Staf Scheirlinckx (BEL)             | DNF-14                              |
| 59                                  | Rik Verbrugghe (BEL)                | DNS-16                              |

| Crédit Agricole C.A | Crédit Agricole C.A       | Crédit Agricole C.A |
| ------------------- | ------------------------- | ------------------- |
| Nr                  | Kolarz                    | Miejsce             |
| 61                  | Francesco Bellotti (ITA)  | 41.                 |
| 62                  | Aleksandr Boczarow (RUS)  | 27.                 |
| 63                  | William Bonnet (FRA)      | 111.                |
| 64                  | Christophe Edaleine (FRA) | 127.                |
| 65                  | Patrice Halgand (FRA)     | 14.                 |
| 66                  | Rémi Pauriol (FRA)        | 122.                |
| 67                  | Benoît Poilvet (FRA)      | 99.                 |
| 68                  | Yannick Talabardon (FRA)  | 100.                |
| 69                  | Nicolas Vogondy (FRA)     | 44.                 |

| Davitamon-Lotto DVL | Davitamon-Lotto DVL     | Davitamon-Lotto DVL |
| ------------------- | ----------------------- | ------------------- |
| Nr                  | Kolarz                  | Miejsce             |
| 71                  | Christophe Brandt (BEL) | DNS-4               |
| 72                  | Nick Gates (AUS)        | 131.                |
| 73                  | Josep Jufré (ESP)       | 29.                 |
| 74                  | Jan Kuyckx (BEL)        | 133.                |
| 75                  | Robbie McEwen (AUS)     | DNS-13              |
| 76                  | Preben Van Hecke (BEL)  | 140.                |
| 77                  | Wim Van Huffel (BEL)    | 17.                 |
| 78                  | Henk Vogels (AUS)       | 145.                |
| 79                  | Bert Roesems (BEL)      | 123.                |

| Euskaltel-Euskadi EUS | Euskaltel-Euskadi EUS    | Euskaltel-Euskadi EUS |
| --------------------- | ------------------------ | --------------------- |
| Nr                    | Kolarz                   | Miejsce               |
| 81                    | Benat Albizuri (ESP)     | 144.                  |
| 82                    | Andoni Aranaga (ESP)     | DNF-14                |
| 83                    | Koldo Fernández (ESP)    | DNF-7                 |
| 84                    | Iker Flores (ESP)        | 35.                   |
| 85                    | Markel Irizar (ESP)      | 90.                   |
| 86                    | Roberto Laiseka (ESP)    | DNF-12                |
| 87                    | David López García (ESP) | 40.                   |
| 88                    | Antton Luengo (ESP)      | 110.                  |
| 89                    | Iban Mayoz (ESP)         | 128.                  |

| La Française des jeux FDJ | La Française des jeux FDJ     | La Française des jeux FDJ |
| ------------------------- | ----------------------------- | ------------------------- |
| Nr                        | Kolarz                        | Miejsce                   |
| 91                        | Bradley McGee (AUS)           | DNF-10                    |
| 92                        | Sandy Casar (FRA)             | 6.                        |
| 93                        | Carlos Da Cruz (FRA)          | 101.                      |
| 94                        | Mickaël Delage (FRA)          | 129.                      |
| 95                        | Arnaud Gérard (FRA)           | 143.                      |
| 96                        | Philippe Gilbert (BEL)        | DNS-12                    |
| 97                        | Gustav Larsson (SWE)          | 66.                       |
| 98                        | Cyrille Monnerais (FRA)       | 121.                      |
| 99                        | Jussi Veikkanen (FIN) (szosa) | 70.                       |

| Gerolsteiner GST | Gerolsteiner GST        | Gerolsteiner GST |
| ---------------- | ----------------------- | ---------------- |
| Nr               | Kolarz                  | Miejsce          |
| 101              | Robert Förster (GER)    | 139.             |
| 102              | Torsten Hiekmann (GER)  | 85.              |
| 103              | Sven Krauß (GER)        | 97.              |
| 104              | Andrea Moletta (ITA)    | 78.              |
| 105              | Volker Ordowski (GER)   | DNF-19           |
| 106              | Davide Rebellin (ITA)   | DNS-11           |
| 107              | Matthias Russ (GER)     | 74.              |
| 108              | Ronny Scholz (GER)      | DNF-14           |
| 109              | Stefan Schumacher (GER) | 76.              |

| Lampre-Fondital LAM | Lampre-Fondital LAM     | Lampre-Fondital LAM |
| ------------------- | ----------------------- | ------------------- |
| Nr                  | Kolarz                  | Miejsce             |
| 111                 | Damiano Cunego (ITA)    | 4.                  |
| 112                 | Marzio Bruseghin (ITA)  | 25.                 |
| 113                 | Paolo Fornaciari (ITA)  | 126.                |
| 114                 | Jewgienij Pietrow (RUS) | 57.                 |
| 115                 | Gorazd Štangelj (SLO)   | 59.                 |
| 116                 | Sylwester Szmyd (POL)   | 19.                 |
| 117                 | Paolo Tiralongo (ITA)   | 15.                 |
| 118                 | Tadej Valjavec (SLO)    | 34.                 |
| 119                 | Patxi Vila (ESP)        | 10.                 |

| Liberty Seguros-Würth LSW | Liberty Seguros-Würth LSW | Liberty Seguros-Würth LSW |
| ------------------------- | ------------------------- | ------------------------- |
| Nr                        | Kolarz                    | Miejsce                   |
| 121                       | Dariusz Baranowski (POL)  | DNF-10                    |
| 122                       | Giampaolo Caruso (ITA)    | 12.                       |
| 123                       | Koen de Kort (NED)        | 124.                      |
| 124                       | Daniel Navarro (ESP)      | 91.                       |
| 125                       | Unai Osa (ESP)            | 18.                       |
| 126                       | Javier Ramírez (ESP)      | 82.                       |
| 127                       | Michele Scarponi (ITA)    | DNS-17                    |
| 128                       | Marcos Serrano (ESP)      | DNS-13                    |
| 129                       | Siergiej Jakowlew (KAZ)   | DNF-18                    |

| Liquigas LIQ | Liquigas LIQ                 | Liquigas LIQ |
| ------------ | ---------------------------- | ------------ |
| Nr           | Kolarz                       | Miejsce      |
| 131          | Danilo Di Luca (ITA)         | 23.          |
| 132          | Patrick Calcagni (SUI)       | 107.         |
| 133          | Dario Cioni (ITA)            | 86.          |
| 134          | Dario Andriotto (ITA)        | 146.         |
| 135          | Vladimir Miholjević (CRO)    | DNS-14       |
| 136          | Andrea Noé (ITA)             | 38.          |
| 137          | Franco Pellizotti (ITA)      | 8.           |
| 138          | Alessandro Spezialetti (ITA) | 93.          |
| 139          | Charles Wegelius (GBR)       | 58.          |

| Phonak Hearing Systems PHO | Phonak Hearing Systems PHO     | Phonak Hearing Systems PHO |
| -------------------------- | ------------------------------ | -------------------------- |
| Nr                         | Kolarz                         | Miejsce                    |
| 141                        | Martin Elmiger (SUI) (szosa)   | 80.                        |
| 142                        | Fabrizio Guidi (ITA)           | DNF-18                     |
| 143                        | José Enrique Gutiérrez (ESP)   | 2.                         |
| 144                        | Jonathan Patrick McCarty (USA) | 113.                       |
| 145                        | Axel Merckx (BEL)              | DNS-15                     |
| 146                        | Víctor Hugo Peña (COL)         | 9.                         |
| 147                        | Grégory Rast (SUI)             | 94.                        |
| 148                        | Johann Tschopp (SUI)           | 45.                        |
| 149                        | Steve Zampieri (SUI)           | 48.                        |

| Quick Step-Innergetic QSI | Quick Step-Innergetic QSI        | Quick Step-Innergetic QSI |
| ------------------------- | -------------------------------- | ------------------------- |
| Nr                        | Kolarz                           | Miejsce                   |
| 151                       | Serge Baguet (BEL) (szosa)       | DNF-17                    |
| 152                       | Paolo Bettini (ITA)              | 56.                       |
| 153                       | Davide Bramati (ITA)             | 141.                      |
| 154                       | Addy Engels (NED)                | 84.                       |
| 155                       | Juan Manuel Gárate (ESP) (szosa) | 7.                        |
| 156                       | José Antonio Garrido (ESP)       | 134.                      |
| 157                       | Leonardo Scarselli (ITA)         | 120.                      |
| 158                       | Jurgen van de Walle (BEL)        | 75.                       |
| 159                       | Remmert Wielinga (NED)           | DNS-5                     |

| Rabobank RAB | Rabobank RAB              | Rabobank RAB |
| ------------ | ------------------------- | ------------ |
| Nr           | Kolarz                    | Miejsce      |
| 161          | Mauricio Ardila (COL)     | 98.          |
| 162          | Theo Eltink (NED)         | 53.          |
| 163          | Graeme Brown (AUS)        | DNF-7        |
| 164          | Mathew Hayman (AUS)       | 136.         |
| 165          | Aleksandr Kołobniew (RUS) | 71.          |
| 166          | Grischa Niermann (GER)    | 55.          |
| 167          | Marc de Maar              | 125.         |
| 168          | Michael Rasmussen (DEN)   | DNS-12       |
| 169          | Marc Wauters (BEL) (ITT)  | DNF-17       |

| Saunier Duval-Prodir SDV | Saunier Duval-Prodir SDV  | Saunier Duval-Prodir SDV |
| ------------------------ | ------------------------- | ------------------------ |
| Nr                       | Kolarz                    | Miejsce                  |
| 171                      | Gilberto Simoni (ITA)     | 3.                       |
| 172                      | Ángel Gómez (ESP)         | 108.                     |
| 173                      | Rubén Lobato (ESP)        | 87.                      |
| 174                      | Peter Mazur (POL) (ITT)   | DNF-18                   |
| 175                      | Manuele Mori (ITA)        | 88.                      |
| 176                      | Aaron Olsen (USA)         | 148.                     |
| 177                      | Leonardo Piepoli (ITA)    | 11.                      |
| 178                      | Marco Pinotti (ITA) (ITT) | 60.                      |
| 179                      | Guido Trentin (ITA)       | 30.                      |

| Selle Italia-Serramenti Diquigiovanni CLM | Selle Italia-Serramenti Diquigiovanni CLM | Selle Italia-Serramenti Diquigiovanni CLM |
| ----------------------------------------- | ----------------------------------------- | ----------------------------------------- |
| Nr                                        | Kolarz                                    | Miejsce                                   |
| 181                                       | José Rujano (VEN)                         | DNF-13                                    |
| 182                                       | José Serpa (COL)                          | 31.                                       |
| 183                                       | Wladimir Belli (ITA)                      | DNF-20                                    |
| 184                                       | Sergio Barbero (ITA)                      | DNF-18                                    |
| 185                                       | Alessandro Bertolini (ITA)                | DNF-7                                     |
| 186                                       | Gabriele Missaglia (ITA)                  | 106.                                      |
| 187                                       | Raffaele Illiano (ITA)                    | 61.                                       |
| 188                                       | Alberto Loddo (ITA)                       | DNF-16                                    |
| 189                                       | Santo Anzà (ITA)                          | 109.                                      |

| CSC | CSC                          | CSC     |
| --- | ---------------------------- | ------- |
| Nr  | Kolarz                       | Miejsce |
| 191 | Ivan Basso (ITA)             | 1.      |
| 192 | Carlos Sastre (ESP)          | 43.     |
| 193 | Nicki Sørensen (DEN)         | 77.     |
| 194 | Michael Blaudzun (DEN) (ITT) | 96.     |
| 195 | Bobby Julich (USA)           | 92.     |
| 196 | Jens Voigt (GER)             | 37.     |
| 197 | Giovanni Lombardi (ITA)      | 117.    |
| 198 | Wołodymyr Hustow (UKR)       | 62.     |
| 199 | Íñigo Cuesta (ESP)           | 52.     |

| Team Milram MRM | Team Milram MRM             | Team Milram MRM |
| --------------- | --------------------------- | --------------- |
| Nr              | Kolarz                      | Miejsce         |
| 201             | Alessandro Petacchi (ITA)   | DNS-4           |
| 202             | Alessandro Cortinovis (ITA) | 105.            |
| 203             | Sergio Ghisalberti (ITA)    | 21.             |
| 204             | Christian Knees (GER)       | 73.             |
| 205             | Mirco Lorenzetto (ITA)      | DNF-21          |
| 206             | Alberto Ongarato (ITA)      | 130.            |
| 207             | Elia Rigotto (ITA)          | 137.            |
| 208             | Fabio Sacchi (ITA)          | 63.             |
| 209             | Alessandro Vanotti (ITA)    | 69.             |

| T-Mobile TMO | T-Mobile TMO           | T-Mobile TMO |
| ------------ | ---------------------- | ------------ |
| Nr           | Kolarz                 | Miejsce      |
| 211          | Scott Davis (AUS)      | 65.          |
| 212          | Serhij Honczar (UKR)   | DNS-17       |
| 213          | Matthias Kessler (GER) | 72.          |
| 214          | André Korff (GER)      | DNF-7        |
| 215          | Jörg Ludewig (GER)     | 51.          |
| 216          | Olaf Pollack (GER)     | 132.         |
| 217          | Michael Rogers (AUS)   | DNS-13       |
| 218          | František Raboň (CZE)  | 147.         |
| 219          | Jan Ullrich (GER)      | DNF-19       |

Legenda: DNF – nie ukończył etapu, OTL – przekroczył limit czasu, DNS – nie wystartował do etapu, DSQ – zdyskwalifikowany. Numer przy skrócie oznacza etap, na którym kolarz opuścił wyścig.

## Klasyfikacje

### Klasyfikacja generalna
| \| Klasyfikacja generalna \| Klasyfikacja generalna \| Klasyfikacja generalna \| Klasyfikacja generalna \| Klasyfikacja generalna \| \| Kolarz \| Kolarz \| Państwo \| Drużyna \| Czas \| \| ---------------------- \| ---------------------- \| ---------------------- \| ------------------------------- \| ---------------------- \| \| 1. \| Ivan Basso \| Włochy \| CSC \| 91h 33' 36" \| \| 2. \| José Enrique Gutiérrez \| Hiszpania \| Phonak Hearing Systems \| + 9' 18" \| \| 3. \| Gilberto Simoni \| Włochy \| Saunier Duval-Prodir \| + 11' 59" \| \| 4. \| Damiano Cunego \| Włochy \| Lampre-Fondital \| + 18' 16" \| \| 5. \| Paolo Savoldelli \| Włochy \| Discovery Channel \| + 19' 22" \| \| 6. \| Sandy Casar \| Francja \| La Française des jeux \| + 23' 53" \| \| 7. \| Juan Manuel Gárate \| Hiszpania \| Quick Step-Innergetic \| + 24' 26" \| \| 8. \| Franco Pellizotti \| Włochy \| Liquigas \| + 25' 57" \| \| 9. \| Víctor Hugo Peña \| Kolumbia \| Phonak Hearing Systems \| + 26' 27" \| \| 10. \| Patxi Vila \| Hiszpania \| Lampre-Fondital \| + 27' 34" \| \| 11. \| Leonardo Piepoli \| Włochy \| Saunier Duval-Prodir \| + 28' 00" \| \| 12. \| Giampaolo Caruso \| Włochy \| Liberty Seguros-Würth \| + 28' 17" \| \| 13. \| José Luis Rubiera \| Hiszpania \| Discovery Channel \| + 28' 30" \| \| 14. \| Patrice Halgand \| Francja \| Crédit Agricole \| + 35' 15" \| \| 15. \| Paolo Tiralongo \| Włochy \| Lampre-Fondital \| + 40' 16" \| \| 16. \| Iván Parra \| Kolumbia \| Cofidis-Le Crédit par Téléphone \| + 46' 56" \| \| 17. \| Wim Van Huffel \| Belgia \| Davitamon-Lotto \| + 48' 25" \| \| 18. \| Unai Osa \| Hiszpania \| Liberty Seguros-Würth \| + 48' 52" \| \| 19. \| Sylwester Szmyd \| Polska \| Lampre-Fondital \| + 49' 47" \| \| 20. \| Luca Mazzanti \| Włochy \| Ceramica Panaria-Navigare \| + 50' 03" \| \| 21. \| Sergio Ghisalberti \| Włochy \| Team Milram \| + 53' 31" \| \| 22. \| Manuel Beltrán \| Hiszpania \| Discovery Channel \| + 54' 23" \| \| 23. \| Danilo Di Luca \| Włochy \| Liquigas \| + 58' 50" \| \| 24. \| José Iván Gutiérrez \| Hiszpania \| Caisse d'Épargne-Illes Balears \| + 1h 00' 11" \| \| 25. \| Marzio Bruseghin \| Włochy \| Lampre-Fondital \| + 1h 00' 51" \| |                        |           |                                 |              |
| |                        |           |                                 |              |
| Źródło: ProCyclingStats |                        |           |                                 |              |
| Klasyfikacja generalna |                        |           |                                 |              |
| Kolarz | Kolarz                 | Państwo   | Drużyna                         | Czas         |
| 1. | Ivan Basso             | Włochy    | CSC                             | 91h 33' 36"  |
| 2. | José Enrique Gutiérrez | Hiszpania | Phonak Hearing Systems          | + 9' 18"     |
| 3. | Gilberto Simoni        | Włochy    | Saunier Duval-Prodir            | + 11' 59"    |
| 4. | Damiano Cunego         | Włochy    | Lampre-Fondital                 | + 18' 16"    |
| 5. | Paolo Savoldelli       | Włochy    | Discovery Channel               | + 19' 22"    |
| 6. | Sandy Casar            | Francja   | La Française des jeux           | + 23' 53"    |
| 7. | Juan Manuel Gárate     | Hiszpania | Quick Step-Innergetic           | + 24' 26"    |
| 8. | Franco Pellizotti      | Włochy    | Liquigas                        | + 25' 57"    |
| 9. | Víctor Hugo Peña       | Kolumbia  | Phonak Hearing Systems          | + 26' 27"    |
| 10. | Patxi Vila             | Hiszpania | Lampre-Fondital                 | + 27' 34"    |
| 11. | Leonardo Piepoli       | Włochy    | Saunier Duval-Prodir            | + 28' 00"    |
| 12. | Giampaolo Caruso       | Włochy    | Liberty Seguros-Würth           | + 28' 17"    |
| 13. | José Luis Rubiera      | Hiszpania | Discovery Channel               | + 28' 30"    |
| 14. | Patrice Halgand        | Francja   | Crédit Agricole                 | + 35' 15"    |
| 15. | Paolo Tiralongo        | Włochy    | Lampre-Fondital                 | + 40' 16"    |
| 16. | Iván Parra             | Kolumbia  | Cofidis-Le Crédit par Téléphone | + 46' 56"    |
| 17. | Wim Van Huffel         | Belgia    | Davitamon-Lotto                 | + 48' 25"    |
| 18. | Unai Osa               | Hiszpania | Liberty Seguros-Würth           | + 48' 52"    |
| 19. | Sylwester Szmyd        | Polska    | Lampre-Fondital                 | + 49' 47"    |
| 20. | Luca Mazzanti          | Włochy    | Ceramica Panaria-Navigare       | + 50' 03"    |
| 21. | Sergio Ghisalberti     | Włochy    | Team Milram                     | + 53' 31"    |
| 22. | Manuel Beltrán         | Hiszpania | Discovery Channel               | + 54' 23"    |
| 23. | Danilo Di Luca         | Włochy    | Liquigas                        | + 58' 50"    |
| 24. | José Iván Gutiérrez    | Hiszpania | Caisse d'Épargne-Illes Balears  | + 1h 00' 11" |
| 25. | Marzio Bruseghin       | Włochy    | Lampre-Fondital                 | + 1h 00' 51" |

| Klasyfikacja punktowa | Klasyfikacja punktowa  | Klasyfikacja punktowa | Klasyfikacja punktowa     | Klasyfikacja punktowa |
| Kolarz                | Kolarz                 | Państwo               | Drużyna                   | Punkty                |
| --------------------- | ---------------------- | --------------------- | ------------------------- | --------------------- |
| 1.                    | Paolo Bettini          | Włochy                | Quick Step-Innergetic     | 169 pkt               |
| 2.                    | Ivan Basso             | Włochy                | CSC                       | 158 pkt               |
| 3.                    | José Enrique Gutiérrez | Hiszpania             | Phonak Hearing Systems    | 132 pkt               |
| 4.                    | Olaf Pollack           | Niemcy                | T-Mobile                  | 104 pkt               |
| 5.                    | Paolo Savoldelli       | Włochy                | Discovery Channel         | 95 pkt                |
| 6.                    | Stefan Schumacher      | Niemcy                | Gerolsteiner              | 89 pkt                |
| 7.                    | Gilberto Simoni        | Włochy                | Saunier Duval-Prodir      | 88 pkt                |
| 8.                    | Leonardo Piepoli       | Włochy                | Saunier Duval-Prodir      | 86 pkt                |
| 9.                    | Maximiliano Richeze    | Argentyna             | Ceramica Panaria-Navigare | 68 pkt                |
| 10.                   | Franco Pellizotti      | Włochy                | Liquigas                  | 67 pkt                |

| Klasyfikacja punktowa | Klasyfikacja punktowa  | Klasyfikacja punktowa | Klasyfikacja punktowa     | Klasyfikacja punktowa |
| Kolarz                | Kolarz                 | Państwo               | Drużyna                   | Punkty                |
| --------------------- | ---------------------- | --------------------- | ------------------------- | --------------------- |
| 1.                    | Paolo Bettini          | Włochy                | Quick Step-Innergetic     | 169 pkt               |
| 2.                    | Ivan Basso             | Włochy                | CSC                       | 158 pkt               |
| 3.                    | José Enrique Gutiérrez | Hiszpania             | Phonak Hearing Systems    | 132 pkt               |
| 4.                    | Olaf Pollack           | Niemcy                | T-Mobile                  | 104 pkt               |
| 5.                    | Paolo Savoldelli       | Włochy                | Discovery Channel         | 95 pkt                |
| 6.                    | Stefan Schumacher      | Niemcy                | Gerolsteiner              | 89 pkt                |
| 7.                    | Gilberto Simoni        | Włochy                | Saunier Duval-Prodir      | 88 pkt                |
| 8.                    | Leonardo Piepoli       | Włochy                | Saunier Duval-Prodir      | 86 pkt                |
| 9.                    | Maximiliano Richeze    | Argentyna             | Ceramica Panaria-Navigare | 68 pkt                |
| 10.                   | Franco Pellizotti      | Włochy                | Liquigas                  | 67 pkt                |

| Klasyfikacja górska | Klasyfikacja górska    | Klasyfikacja górska | Klasyfikacja górska                   | Klasyfikacja górska |
| Kolarz              | Kolarz                 | Państwo             | Drużyna                               | Punkty              |
| ------------------- | ---------------------- | ------------------- | ------------------------------------- | ------------------- |
| 1.                  | Juan Manuel Gárate     | Hiszpania           | Quick Step-Innergetic                 | 64 pkt              |
| 2.                  | Ivan Basso             | Włochy              | CSC                                   | 56 pkt              |
| 3.                  | Fortunato Baliani      | Włochy              | Ceramica Panaria-Navigare             | 52 pkt              |
| 4.                  | Leonardo Piepoli       | Włochy              | Saunier Duval-Prodir                  | 32 pkt              |
| 5.                  | José Enrique Gutiérrez | Hiszpania           | Phonak Hearing Systems                | 27 pkt              |
| 6.                  | Sandy Casar            | Francja             | La Française des jeux                 | 23 pkt              |
| 7.                  | Patxi Vila             | Hiszpania           | Lampre-Fondital                       | 22 pkt              |
| 8.                  | Gilberto Simoni        | Włochy              | Saunier Duval-Prodir                  | 20 pkt              |
| 9.                  | Marzio Bruseghin       | Włochy              | Lampre-Fondital                       | 16 pkt              |
| 10.                 | José Serpa             | Kolumbia            | Selle Italia-Serramenti Diquigiovanni | 15 pkt              |

| Klasyfikacja górska | Klasyfikacja górska    | Klasyfikacja górska | Klasyfikacja górska                   | Klasyfikacja górska |
| Kolarz              | Kolarz                 | Państwo             | Drużyna                               | Punkty              |
| ------------------- | ---------------------- | ------------------- | ------------------------------------- | ------------------- |
| 1.                  | Juan Manuel Gárate     | Hiszpania           | Quick Step-Innergetic                 | 64 pkt              |
| 2.                  | Ivan Basso             | Włochy              | CSC                                   | 56 pkt              |
| 3.                  | Fortunato Baliani      | Włochy              | Ceramica Panaria-Navigare             | 52 pkt              |
| 4.                  | Leonardo Piepoli       | Włochy              | Saunier Duval-Prodir                  | 32 pkt              |
| 5.                  | José Enrique Gutiérrez | Hiszpania           | Phonak Hearing Systems                | 27 pkt              |
| 6.                  | Sandy Casar            | Francja             | La Française des jeux                 | 23 pkt              |
| 7.                  | Patxi Vila             | Hiszpania           | Lampre-Fondital                       | 22 pkt              |
| 8.                  | Gilberto Simoni        | Włochy              | Saunier Duval-Prodir                  | 20 pkt              |
| 9.                  | Marzio Bruseghin       | Włochy              | Lampre-Fondital                       | 16 pkt              |
| 10.                 | José Serpa             | Kolumbia            | Selle Italia-Serramenti Diquigiovanni | 15 pkt              |

### Klasyfikacja drużynowa
| Klasyfikacja drużynowa | Klasyfikacja drużynowa         | Klasyfikacja drużynowa | Klasyfikacja drużynowa |
| Drużyna                | Drużyna                        | Państwo                | Czas                   |
| ---------------------- | ------------------------------ | ---------------------- | ---------------------- |
| 1.                     | Phonak Hearing Systems         | Szwajcaria             | 274h 21' 31"           |
| 2.                     | Lampre-Fondital                | Włochy                 | + 7' 36"               |
| 3.                     | Discovery Channel              | Stany Zjednoczone      | + 16' 05"              |
| 4.                     | Saunier Duval-Prodir           | Hiszpania              | + 29' 37"              |
| 5.                     | Ceramica Panaria-Navigare      | Irlandia               | + 53' 06"              |
| 6.                     | Liquigas                       | Włochy                 | + 56' 12"              |
| 7.                     | Crédit Agricole                | Francja                | + 1h 22' 59"           |
| 8.                     | CSC                            | Dania                  | + 1h 31' 15"           |
| 9.                     | Liberty Seguros-Würth          | Hiszpania              | + 1h 47' 58"           |
| 10.                    | Caisse d'Épargne-Illes Balears | Hiszpania              | + 1h 53' 19"           |